# Puputan

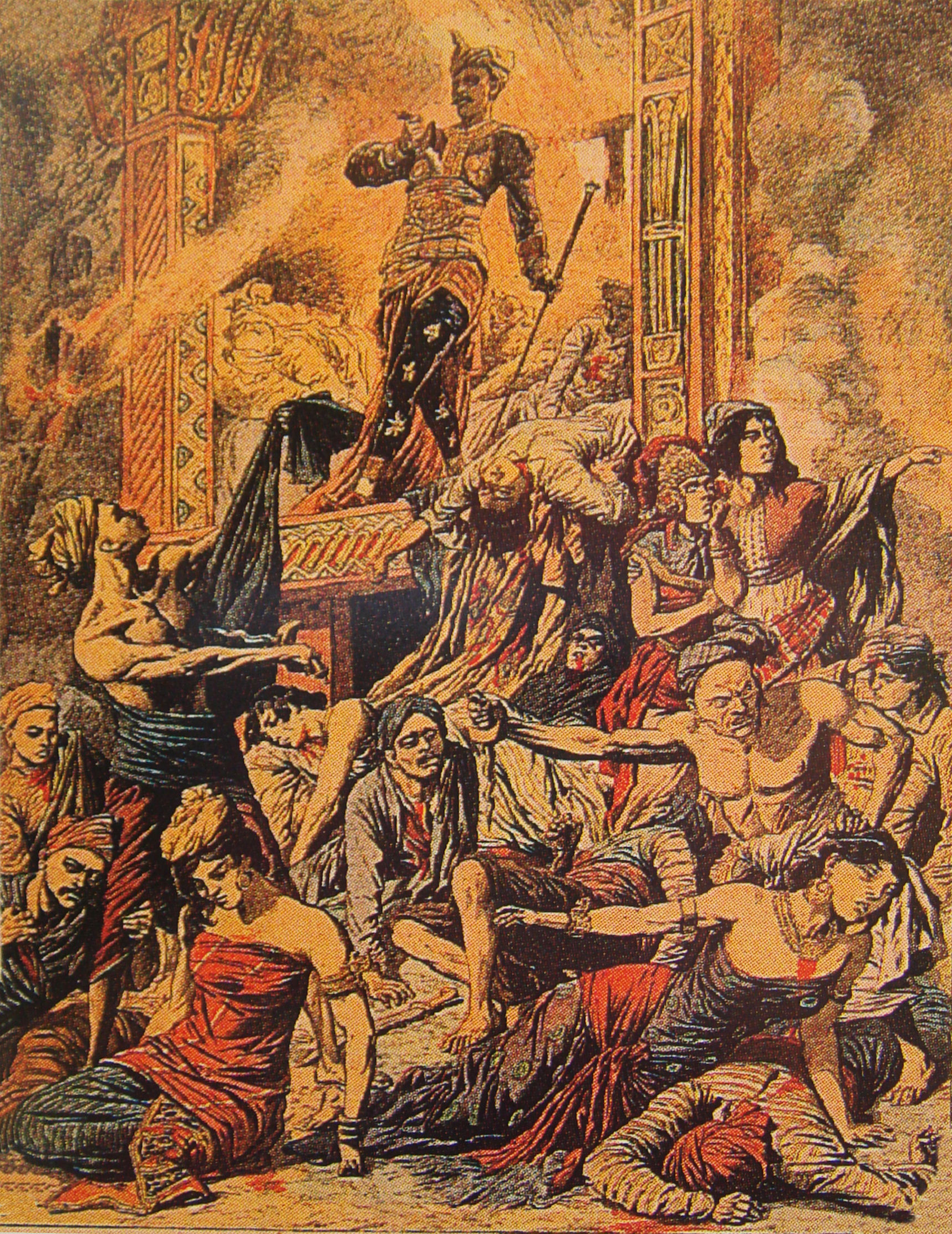
Der Raja von Buleleng, der 1849 mit 400 Anhängern in den Puputan, den Massenselbstmord gegen die Niederländer ging. Le Petit Journal, 1849

Puputan (javanesisch, vollständiges Ende) ist ein balinesischer Ausdruck für einen ritualisierten Massenselbstmord, der einer Kapitulation gegenüber Eroberern oder einer Niederlage vorgezogen wird. Historische Bekanntheit erlangten Puputans 1906 und 1908, als die Balinesen von den Niederländern unterworfen wurden.

## Puputan 1906 in Badung

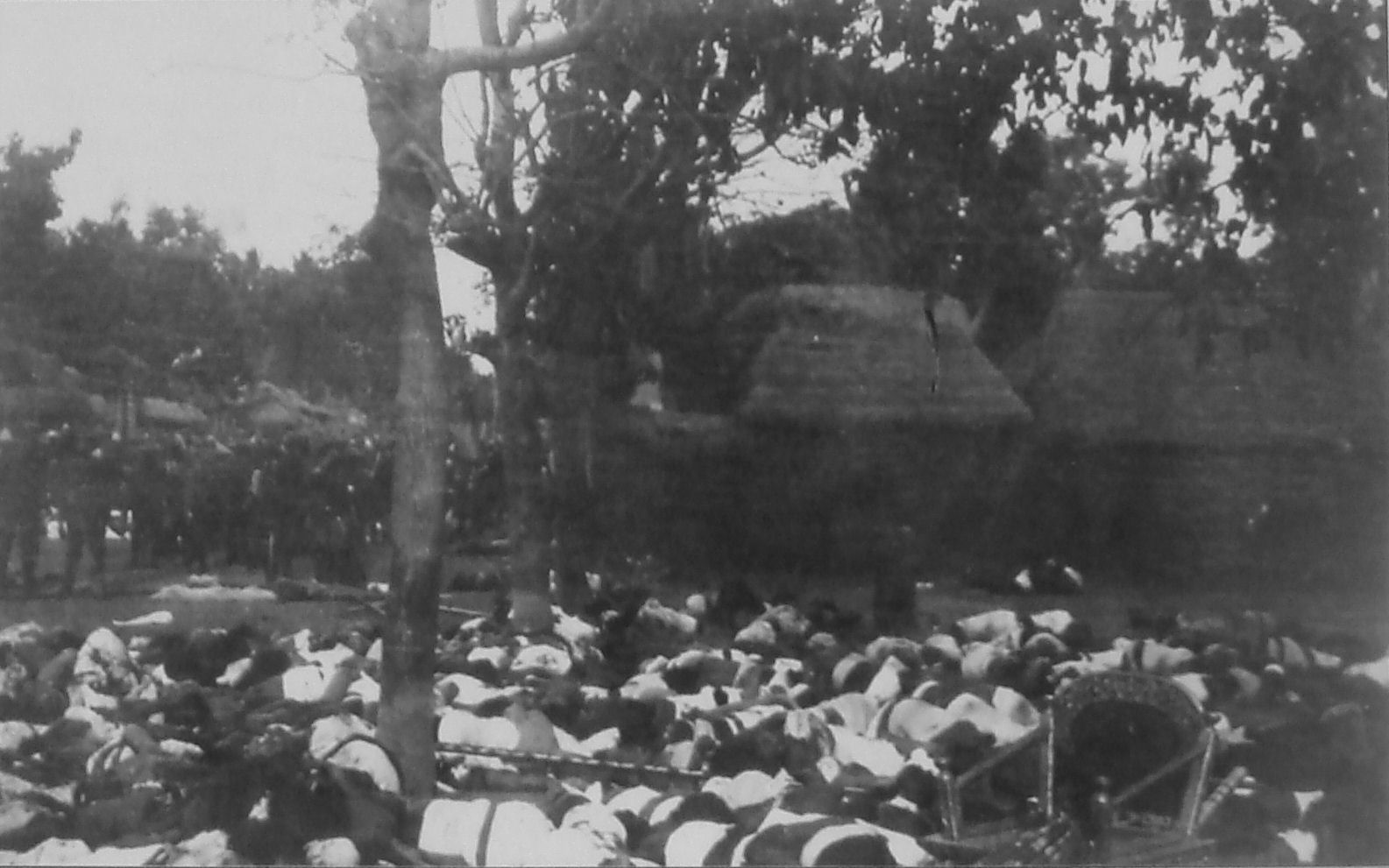
Puputan in Badung, 1906

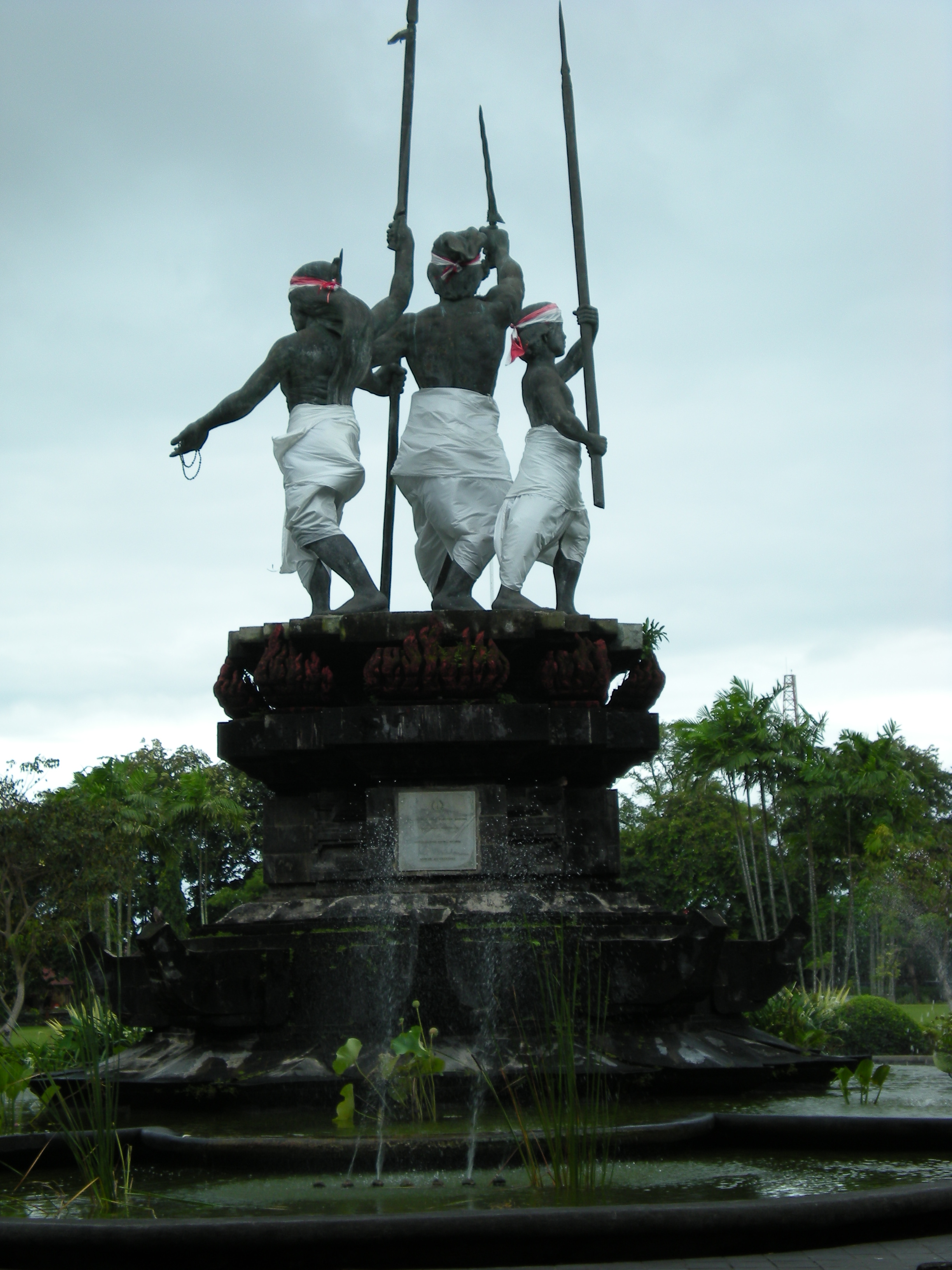
Denkmal an den Puputan 1906 in Taman Puputan, Denpasar, Bali

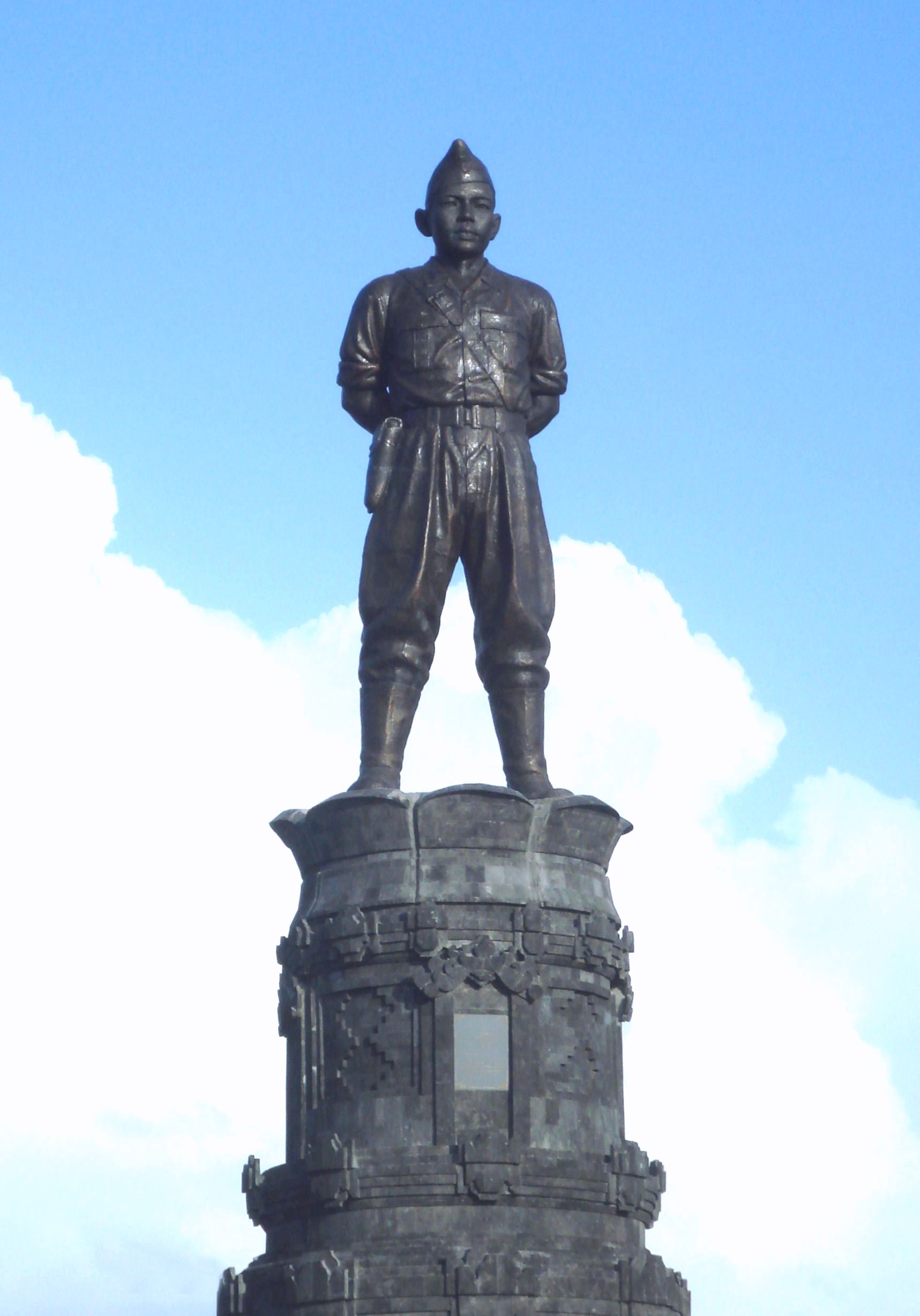
Statue von I Gusti Ngurah Rai an der Zufahrtsstraße zum Flughafen von Bali

Am 14. September 1906 landete eine überwältigende Übermacht der niederländischen Armee am Strand von Sanur; es gab keinen nennenswerten Widerstand, und die Streitkräfte marschierten wie bei einer Parade nach Denpasar, Bali. Sie durchquerten eine anscheinend verwüstete, verlassene Stadt und erreichten den königlichen Palast. Sie erkannten aufsteigenden Rauch aus dem puri (Tempel) und hörten ein wildes Getrommel, das aus den Palastmauern kam.
Als sie am Palast anlangten, kam eine stille Prozession heraus, angeführt durch den Raja, der von vier Trägern in einer Sänfte getragen wurde. Der Raja war in traditionelle weiße Gewänder gekleidet, wie sie bei Feuerbestattungen der Balinesen getragen werden. Er trug großartigen Juwelenschmuck und war mit einem zeremoniellen Kris bewaffnet. Die anderen Menschen in der Prozession waren Hofbeamte des Rajas, Wachen, Priester, Kinder, Ehefrauen und Bedienstete, die sich allesamt ähnlich verhielten.
Als die Prozession hundert Schritte von der niederländischen Armee entfernt war, hielt sie an. Der Raja stieg herab aus der Sänfte und gab einem Priester ein Zeichen, der nun sein Schwert in die Brust des Raja stieß. Der Rest der Prozession begann sich und andere umzubringen.
Ein Streifschuss und ein Angriff mit Lanzen und Speeren veranlasste die Niederländer, den Kampf mit Gewehren und Artillerie zu eröffnen. Frauen warfen mit höhnischen Worten Juwelen und Goldmünzen auf die Soldaten. Als immer mehr Menschen aus dem Palast kamen, stieg die Zahl der Toten immer weiter an. Annähernd 1000 Balinesen starben, nach niederländischen Quellen sogar bis zu 3500.
Die Soldaten beraubten die Leichen ihrer Wertgegenstände und rissen die Ruinen des brennenden Palastes nieder.

## Puputan 1908 in Klungkung
Ein weiterer Puputan ereignete sich am 18. April 1908 beim Palast von Klungkung.

## Puputan 1946 in Marga
Der Unabhängigkeitskämpfer I Gusti Ngurah Rai organisierte einen letzten Puputan gegen die niederländische Kolonialarmee in der Schlacht von Marga 1946, in der mit ihm 1371 Soldaten zu Tode kamen.